# Ochthebius bonnairei
Ochthebius bonnairei är en skalbaggsart som beskrevs av Guillebeau 1896. Ochthebius bonnairei ingår i släktet Ochthebius och familjen vattenbrynsbaggar. Inga underarter finns listade i Catalogue of Life.